# Lekkoatletyka na Letnich Igrzyskach Paraolimpijskich 2012 – 200 metrów T44 mężczyzn
W biegu na 200 metrów kl. T44 mężczyzn podczas Letnich Igrzysk Paraolimpijskich 2012 rywalizowało ze sobą 18 zawodników. W konkursie udział wzięli sportowcy z jedną kończyną amputowaną powyżej kolana.

## Wyniki

### Eliminacje
Bieg 1
| Poz. | Zawodnik                       | Narodowość        | Rezultat | Uwagi |
| ---- | ------------------------------ | ----------------- | -------- | ----- |
| 1    | Alan Fontenes Cardoso Oliveira | Brazylia          | 21,88    | Q     |
| 2    | Jerome Singleton               | Stany Zjednoczone | 23,23    | Q     |
| 3    | Alister McQueen                | Kanada            | 24,25    |       |
| 4    | Iwan Prokopjew                 | Rosja             | 24,26    |       |
| 5    | Jean-Baptiste Alaize           | Francja           | 24,42    |       |
| 6    | Jack Swift                     | Australia         | 24,88    |       |

Bieg 2
| Poz. | Zawodnik         | Narodowość        | Rezultat | Uwagi |
| ---- | ---------------- | ----------------- | -------- | ----- |
| 1    | Blake Leeper     | Stany Zjednoczone | 22,23    | Q     |
| 2    | Arnu Fourie      | Południowa Afryka | 22,57    | Q     |
| 3    | David Behre      | Niemcy            | 23,65    | q     |
| 4    | Christoph Bausch | Szwajcaria        | 24,22    | q     |
| 5    | Robert Mayer     | Austria           | 24,67    |       |
| 6    | Jia Tianlei      | Chiny             | 25,62    |       |

Bieg 3
| Poz. | Zawodnik                   | Narodowość                    | Rezultat | Uwagi |
| ---- | -------------------------- | ----------------------------- | -------- | ----- |
| 1    | Oscar Pistorius            | Południowa Afryka             | 21,30    | Q, WR |
| 2    | Jim Bob Bizzell            | Stany Zjednoczone             | 23,64    | Q     |
| 3    | Keita Sato                 | Japonia                       | 24,34    |       |
| 4    | Riccardo Scendoni          | Włochy                        | 24,51    |       |
| 5    | Marcio Fernandes           | Republika Zielonego Przylądka | 24,84    |       |
| 6    | D.M.A. Pituwala Kankanange | Sri Lanka                     | 26,23    |       |

### Finał
| Poz. | Zawodnik                       | Narodowość        | Rezultat | Uwagi |
| ---- | ------------------------------ | ----------------- | -------- | ----- |
| 1    | Alan Fontenes Cardoso Oliveira | Brazylia          | 21,45    |       |
| 2    | Oscar Pistorius                | Południowa Afryka | 21,52    |       |
| 3    | Blake Leeper                   | Stany Zjednoczone | 22,46    |       |
| 4    | Arnu Fourie                    | Południowa Afryka | 22,49    |       |
| 5    | Jerome Singleton               | Stany Zjednoczone | 23,58    |       |
| 6    | Christoph Bausch               | Szwajcaria        | 23,70    |       |
| 7    | David Behre                    | Niemcy            | 23,71    |       |
| 8    | Jim Bob Bizzell                | Stany Zjednoczone | 28,19    |       |